# McLean Island
McLean Island ist eine Insel vor der Budd-Küste des ostantarktischen Wilkeslands. In der Gruppe der Balaena-Inseln liegt sie 0,2 km südlich von Thompson Island.
Das Antarctic Names Committee of Australia benannte sie nach Nigel McLean (1922–2001), Flugkapitän des Fabrikschiffs Balaena zur Kartierung der Budd- und der Knox-Küste.